# Paul Pau
Paul Marie César Gérald Pau, född 29 november 1848, död 2 januari 1932, var en fransk militär.
Pau blev officer 1869, brigadgeneral 1897, divisionsgeneral 1903 och ledamot av högsta krigsrådet 1909. Pau sårades och förlorade högra handen i fransk-tyska kriget 1870–1871 och blev vid första världskrigets utbrott överbefälhavare för Elsassarmén. År 1915 sändes han i militär-diplomatisk mission till Ryssland, Rumänien och Italien, ledde 1916 det rysk-rumänska samarbetet i Bessarabien, var 1917 åter överbefälhavare på Elsassfronten och blev efter avskedstagandet 1920 president i franska Röda korset.